# Jednotka sboru dobrovolných hasičů obce Braňany
Hasiči obce Braňany (Jednotka sboru dobrovolných hasičů obce Braňany) je jednotka požární ochrany zařazená v integrovaném záchranném systému do kategorie JPO III/1 s historií sahající do roku 1886. Jejím zřizovatelem je obec Braňany s přibližně 1 244 obyvateli spadající pod okres Most. V současné době sídlí v nově rekonstruované, moderní zbrojnici na hlavním tahu obce, poblíž sídliště a obecního úřadu. Jednotka má zákonem o požární ochraně 133/1985 Sb. stanoven časový limit výjezdu do 10 minut od vyhlášení poplachu. Poplach je členům jednotky vyhlášen pomocí obecního rozhlasu a SMS zpráv. Současně s tím je jejich předurčená územní působnost v katastru obce a 10 minut jízdy z místa dislokace jednotky.
V současnosti jednotka čítá 20 členů, který činnost v jednotce vykonávají dobrovolně. Velitelem jednotky je dlouholetý člen Miloš Šťastný st. (od roku 1991) a zástupcem jeho syn Ing. Lukáš Šťastný. Roční počet zásahu se pohybuje přibližně kolem 12. Jednotka je financována z rozpočtu obce a z dotačních programů Evropské unie a Ústeckého kraje.

## Historie

### 1886
Poprvé vzniká jednotka sboru dobrovolných hasičů na území obce Braňany. Ta funguje až do roku 1914, kdy jsou její členové v důsledku 1. světové války mobilizováni a dochází ke zrušení jednotky.

### 1920
Jednotka byla postupně obnovena až v roce 1920. Následující rok došlo k nákupu parní stříkačky, na kterou byla vyhlášena veřejná sbírka. Jednotka funguje opět až do 2. světové války. Z tohoto období fungování jednotky se nedochovaly žádné dokumenty.

### 1948
O opětovném založení jednotky se diskutovalo již od roku 1946, avšak v této době nebyla žádná dostupná technika, a tak k založení jednotky dochází až v roce 1948 na tehdejším dole Svoboda (později. Velkodůl Maxim Gorkij a následně Lom Bílina). Zde jednotka zažila bezpochyby největší růst a slávu. Postupem času počet členů narostl až na 45 a dostupná technika čítala:
- Tatra 805 přezdívána kačena
- CAS 16 Praga V3S (Cisternová automobilová stříkačka)
- CAS 32 Tatra 138
- PPS 8 (Přívěsná požární stříkačka)
- PS 16 (Požární stříkačka)

### 1991
Do čela jednotky jmenován starostou hasič Miloš Šťastný st. Zároveň došlo k pořízení dopravního automobilu DA 12 Avia 31 a cisternové automobilové stříkačky CAS 25 Škoda 706.

### 1998
Z obecního rozpočtu dochází k zakoupení repasované Tatry 815 CAS 32.

### 2014 až současnost
Po komunálních volbách v roce 2014 se novým starostou obce Braňany stává dosavadní starosta sboru Petr Škatna st., který kandidoval jako první v první pořadí za KSČM (bez politické příslušnosti). Novým starostou SH ČMS - Sbor dobrovolných hasičů Braňany se stává dosavadní velitel jednotky Miloš Šťastný st.
Následující roky se jednotka dočká zasloužených investic, které byly roky odkládány. Z původních přibližně 450 tisíc korun, které představovaly rozpočet obce pro úsek požární ochrany až do roku 2015, je v následujících letech rozpočet zvýšen na 1 735 tisíc korun (rok 2016) a následně na 10 014 tisíc korun (rok 2017).
Z těchto peněz došlo v roce 2016 k významným investicím:
- Oprava fasády a zateplení hasičské zbrojnice
- Nová automatická vrata na garážích hasičské zbrojnice
- Vytvoření vůbec prvního, ručně šitého praporu jednotky[8]

V roce 2017 došlo k pořízení nového dopravního automobilu DA 9 Ford Transit za více než jeden milion korun. Ministerstvo vnitra ČR přispělo částkou 450 tisíc korun, Ústecký kraj 250 tisíc korun, společnost Keramost 70 tisíc korun a zbytek doplácela obec, což bylo něco málo přes 300 tisíc korun. Nový dopravní automobil bude sloužit jako náhrada zastaralé Avie 31.
Později v roce 2017 dochází k zakoupení nové velkoobjemové cisterny CAS 30 Scania, která disponuje nádrží o objemu 9000 l vody a 540 l pěnidla. Toto vozidlo zaručuje prostupnost lehčím terénem a jeho pořizovací cena byla 7 414 880 korun včetně DPH. Na realizaci projektu přispěla EU z Evropského fondu pro regionální rozvoj. Dle rozhodnutí o poskytnutí dotace příspěvek dosahuje maximální výše 7 615 278 Kč. Projekt naplnil specifický cíl 1.3 Integrovaného regionálního operačního programu, kterým je zvýšení připravenosti k řešení a řízení rizik a katastrof. Jeho slavnostní předání proběhlo v sobotu 9. září 2017 při oslavě 130 let založení sboru dobrovolných hasičů.
Zbývající technika kterou jednotka disponuje je VEA Škoda Felicia, PP 16 na podvozku Avia 31, CAS 32 Tatra 815 a CAS 25 Škoda 706.